# جودار بن عبد الله

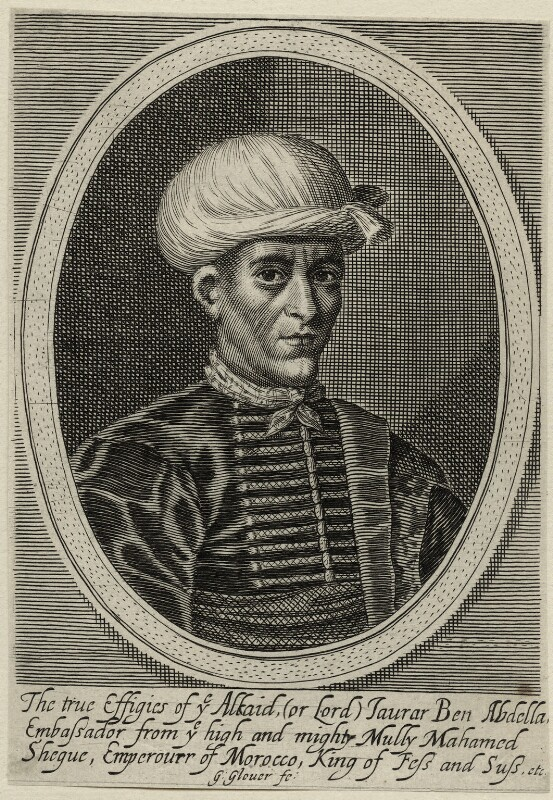
جودار بن عبد الله 1637

جودار بن عبد الله دبلوماسي مغربي؛ عمل سفيرا في إنجلترا خلفا لـعبد الواحد بن مسعود.

## السيرة الشخصية
وفقًا للمؤرخ الأمريكي جون بولتر، كان جودار شخصية عسكرية من أصل برتغالي.
تم تعيين جودار من قبل محمد الشيخ الصغير. في عام 1637، التقى بالملك تشارلز الأول؛ لتأمين اتفاق يدعم السلالة المحاصرة.
في خضم الصراع الداخلي؛ اعتمد محمد الشيخ الصغير على جودار لإقناع الملك تشارلز الأول بمساعدة السلطنة المُناضلة ضد خصومها. في إنجلترا، تفاوض جودار بنجاح على معاهدة مع الملك تشارلز الأول، حظر التجارة الإنجليزية مع أكادير والصويرة وماسة، التي لم تكن تحت سيطرة السعدي. عند توقيع الاتفاقية، تعهد الملك تشارلز الأول بتزويد السلطان بالبوارج كما هو مطلوب.